# PSYG
PSYG(피에스와이지)는 가수 싸이(PSY)가 2016년 6월30일YG엔터테인먼트의 산하로 설립한 독립 레이블로 공연기획, 제작을 하는 서울기획과 합병되었으며 자본금은 10억이다. 2016년 12월 23일, 24일 진행되는 '싸이 콘서트 올나잇스탠드 2016 - 싸드레날린'을 기획하였다. 서울특별시 마포구 하중동에 있다.
타블로가 중심이 되어 설립된 YG 산하의 독립 레이블 하이그라운드와는 더블랙레이블과 같은 형태로 운영된다.